# Клан Сенділендс

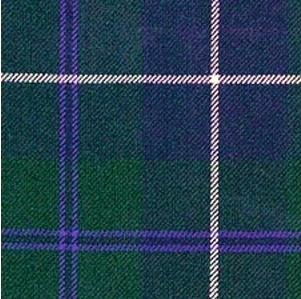
Тартан клану Сенділендс.

Клан Сенділендс (шотл. - Clan Sandilands) - один з кланів рівнинної частини Шотландії - Лоулендсу. По своєму походженню вважається септою клану Дуглас.
Гасло клану: Spero Meliora - Я сподіваюсь на краще (лат.)
Вождь клану: Високоповажний Джеймс Ендрю Дуглас Сенділендс - XV лорд Торфіхен 

## Історія клану Сенділендс

### Походження клану Сенділендс
Походження назву клану територіальне - назва клану походить від назви земель Сенділенд - «Піщані Землі», що лежать в Клансдейлі. Рід вождів клану має англо-саксонське походження - походить від лицарів з Нортумбрії, що переселились в Шотландію в часи короля Шотландії Малкольма III. 

### XIV століття
Під час Війни за незалежність Шотландії на початку XIV століття сер Джеймс де Сенділендс відзначився у боротьбі проти англійців. За свої заслуги він був нагороджений королівською грамотою на право володіння землями Сенділенд королем Шотландії Девідом II. Сер Джеймс де Сенділендс одружився з Елеонорою - єдиною дочкою сера Арчібальда Дугласа - регента Шотландії. Джеймс Сенділендс отримав від чоловіка своєї сестри - Вільгельма IV - лорда Дугласа землі Колдер в Лотіані. У 1333 році сер Джеймс Сенділенс загинув під час битви під Халідон-Хілл.

### XV століття
Син сера Джеймса Сенділендса теж носив ім’я Джеймс. Він був одним із заручників, які були відправлені до Англії для викупу з полону короля Шотландії Джеймса І. Джеймс Сенділендс був повернений в Шотландію тільки за два роки до смерті. Він був спадкоємцем маєтків клану Дуглас і повинен був успадкували їх після смерті вождя клану Дуглас - Джеймса Дугласа - II графа Дуглас. Але маєтки замість цього успадкував Джордж Дуглас - граф Ангус - позашлюбний син графа Дугласа.
Джеймс Сенділенс мав сина, якого звали Джон Сенділенс. Він успадкував землі і маєтки батька. Клан Сенділендс виявилися в опозиції до клану Дуглас та союзних його кланів. І були непохитними у своїй вірності королю Шотландії Джеймсу II проти якого повстав клан Дуглас. Джон Сенділендс і його дядько були вбиті Патріком Торнтоном за наказом вождя клану Дуглас. Маєтки клану Сенділендс потім були успадковані Джеймсом Сенділендсом, що одружився з Маргарет Кінлок Круві, що успадкувала величезні маєтки. Один з їх синів - Деймс Сенділенс Круві заснував гілку клану. Вожді цієї гілки пізніше стали лордами Аберкромбі. 

### XVI століття
Сер Джеймс Сенділендсз Колдер був одним із послідовників протестантського реформатора Джона Нокса. Він був також одним з керівників потужного релігійного і військового ордена лицарів святого Іоанна, штаб-квартира якого була деякий час в пріораті Торфіхен в Західному Лотіані. 
Коли Орден був вигнаний з Шотландії, йому вдалося отримати компенсацію за більшу частину своїх земель від Корони - десять тисяч крон в золоті і щорічну орендну плату п'ятисот мерків. До того наставники ордену сиділи як колеги в парламенті під назвою «лорди Іоанна Торфіну» - цікавий титул, що ніколи ні до і ні після того не зустрічався в Шотландії. Сер Джеймс став депутатом парламенту і отримав титул лорд Торфіхен. Він помер не залишивши нащадків, і титул перейшов на Джеймса - сина його старшого брата, що став II лордом Торфіхен.

### XVII століття
Зведений брат І лорда Торфіхен - сер Джеймс Сенділендс Сламаннан був камер-юнкером короля Шотландії Джеймса VI і пізніше став каштеляном замку Чорноти. II лорд Торфіхен мав чотирьох синів. Під час громадянської війни Джон - четвертий лорд Торфіхен був прихильником короля Англії і Шотландії Карла I, але він рішуче висловився проти плану, який ввійшов в історію як «Енгеджемент». «Енгеджементери» намагалися піти походом в Англію в 1648 році для порятунку короля, домовитися на певних умовах з англійськими республіканцями і домогтися того, щоб полонений король був переданий шотландській армії і парламенту Шотландії. Але цей план закінчився катастрофою.

### XVIII століття
Джеймс Сенділендс - VII лорд Торфіхен підтримав договір Союзу між Англією і Шотландією і зайняв своє місце в парламенті Великої Британії в 1704 році. Він служив в армії Великої Британії на континенті і повернувся до Шотландії, щоб взяти участь в придушенні повстання якобітів у 1715, під час якого він був на стороні Британського уряду і брав участь у битві під Шеріффмуйр. Король Великої Британії Георг I призначив його комісаром поліції в 1722 році.
Старший син Джеймса Сенділендса був поранений під час повстання якобитів 1745 року - він брав участь у бойових діях проти якобітів у лавах британської армії. Потім він помер від отриманих ран. Його другий син - Волтер Сенділендс був юристом, успадкував титул батька і служив шерифом в Мідлотіані. Син шерифа - Джеймс Сенділендс був полковником гвардії Колдстрім і був обраний депутатом як пер у Палаті лордів з 1790 до 1800 рік. Його наступником став його двоюрідний брат - інший Джеймс Сенділендс, і саме від цього Джеймса походять нинішні лорди Торфіхен, один з яких досі живе в землі Колдер. 